# 索恩河畔普伊
索恩河畔普伊（法語：Pouilly-sur-Saône，法語發音：[puji syʁ son]）是法国科多尔省的一个市镇，位于该省东南部，索恩河右岸，属于博讷区。

## 地理
索恩河畔普伊（47°1'6"N, 5°7'2"E）面积5.15 平方千米，位于法国勃艮第-弗朗什-孔泰大區科多尔省，该省份为法国中东部省份，北起奥布省，西接涅夫勒省和约讷省，南至索恩-卢瓦尔省，东南接汝拉省，东临上索恩省，东北部与上马恩省接壤。
与索恩河畔普伊接壤的市镇（或旧市镇、城区）包括：格拉农、巴尼奥、拉贝热芒莱瑟尔、瑟尔。

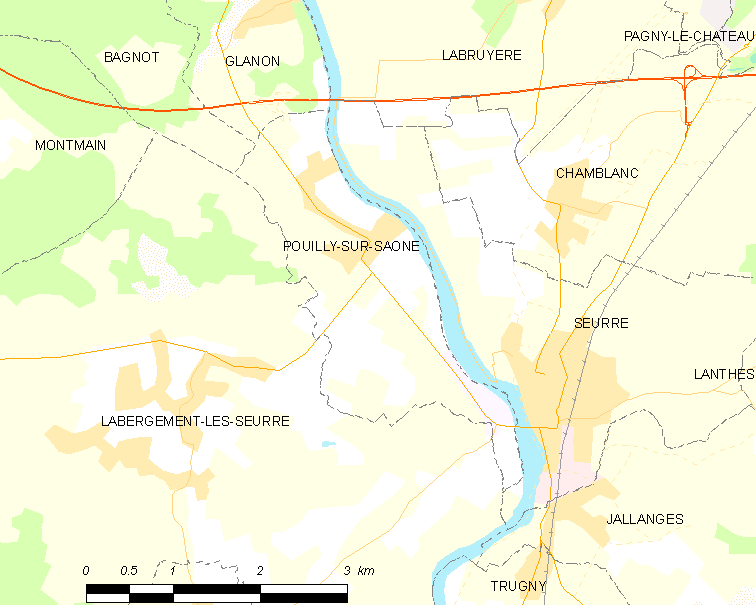
索恩河畔普伊的OSM定位图

索恩河畔普伊的时区为UTC+01:00、UTC+02:00（夏令时）。

## 行政
索恩河畔普伊的邮政编码为21250，INSEE市镇编码为21502。

## 政治
索恩河畔普伊所属的省级选区为布拉泽昂普莱讷县。

## 人口

1962-2008年间索恩河畔普伊人口变化图示

索恩河畔普伊于2022年1月1日时的人口数量为616人。